# Volkswagen Transporter
Volkswagen Transporter (transˈpoːtɐ) — первый микроавтобус и второй гражданский автомобиль Volkswagen после Volkswagen Beetle. Микроавтобус, ставший одним из самых узнаваемых символов эпохи хиппи.

## История
Идея создания легкой коммерческой модели Transporter принадлежит голландскому импортёру Volkswagen Бену Пону (de:Ben Pon senior). Бен Пон увидел 23 апреля 1947 года непосредственно на предприятии Фольксваген в Вольфсбурге внутризаводской автокар с задним расположением водительского места, сооружённый работниками завода на базе шасси VW Beetle. Пон решил, что во времена возрождения Европы после Второй мировой войны легкий коммерческий автомобиль для перевозки мелких и не тяжелых грузов может стать достаточно популярным. Когда он предложил свои любительские эскизы генеральному директору Генриху Нордхофу (de:Heinrich Nordhoff), тот согласился воплотить идею Бена в жизнь. Серийный образец фургона Volkswagen Transporter T1 представили 12 ноября 1949 года на официальной пресс-конференции.
Как и «Фольксваген Жук», наша машина не знает компромиссов. В нашей и только в нашей машине грузовая платформа располагается точно между двумя осями. Вес водителя спереди и эквивалентный вес двигателя и бензобака сзади обеспечивают наилучшую развесовку. Нагрузка на мосты всегда одинакова, независимо от того, полностью или частично загружен автомобиль .Генрих Нордхов, гендиректор Volkswagen на тот момент

## Первое поколение
Меньше, чем через год после пресс-конференции первый серийный T1 сошёл с Вольфсбургского конвейера. Автомобиль, который мог перевозить на себе до 890 килограммов, оказался на редкость успешным. За свою 25-летнюю историю первый Транспортер пережил множество модификаций. Увеличивалась грузоподъёмность, появлялись специальные пассажирские версии, в автомобиль встраивалось оборудование для кемпинга. На базе T1 создавались автомобили скорой помощи, полицейские машины и многое другое.
В Европе и США T1 распространялись до 1967 года, когда широкой общественности был представлен его преемник — T2. Но жители Бразилии были не готовы переплачивать за второе поколение, поэтому на заводе VW в Сан-Бернарду-ду-Кампу T1 выпускался вплоть до 1975 года.

## Второе поколение
В 1967 году появилось второе поколение Transporter T2. В нём была сохранена основная концепция T1 по части шасси и дизайна. VW T2, как и его предшественника, выпускали на заводе Volkswagen в Ганновере. Из более чем 2,5 млн автомобилей T2, произведённых в Германии, две трети пошли на экспорт.
Новый транспортер отличался более комфортабельной кабиной с цельным ветровым стеклом, улучшенной задней подвеской и более мощным двигателем, но также воздушного охлаждения. Панель приборов с увеличенным перчаточным ящиком получила дефлекторы вентиляции. Сдвижная боковая дверь по правому борту вошла в стандартную комплектацию.
С 1968 года все автомобили T2 оснащались двухконтурной тормозной системой, а с августа 1970 появились дисковые тормоза спереди. В 1972 году на автомобили начали устанавливать «плоский» 1,7-литровый двигатель мощностью 66 л. с., который за доплату мог оснащаться трёхступенчатой автоматической коробкой передач. С 1975 года и до конца выпуска серию Т2 выпускали с 1,6-литровым 50-сильным двигателем и опционным 2-литровым мотором мощностью 70 л. с., причем его можно было заказать и с 3-ступенчатой автоматической коробкой передач.
В 1979 году выпуск T2 был прекращён в Западной Германии, когда его сменила модель следующего поколения T3. Производство модели Typ2 под торговыми обозначениям Kombi Standart (пассажирский) и Kombi Furgao (фургон) продолжалось до 2013 года в Бразилии, причем, среднегодовой объём производства составлял 25 000-30 000 ед. В 1992 году автомобиль получил 1,5-литровый дизельный двигатель. После рестайлинга в декабре 2005 года VW Kombi внешне стал отличаться более угловатой крышей и выпуклой матовой пластиковой решёткой радиатора (!), так как старые оппозитные моторы воздушного охлаждения, не удовлетворявшие возросшим экологическим требованиям, уступили место современному горизонтальному двигателю рабочим объёмом 1,4 л с водяным охлаждением (от легковых моделей VW Gol и Fox) с системой впрыска и каталитическим нейтрализатором. Данные моторы также предлагаются в версии для работы на спиртовом топливе Alcohol или бензо-спиртовых топливных смесях Flex. В 2009 году Kombi прошел фейслифтинг с изменением рисунка решетки радиатора и формы подштамповок на боковинах кузова. Производство Typ2 в Бразилии, несмотря на популярность модели, было остановлено в 2013 году в связи с введением в Бразилии обязательного краш-теста, который старинный кузов разработки 1960-х пройти уже не смог.
В 1970-80-х Typ2 также собирался в Нигерии и в ЮАР, где его вытеснила модель T3.

### Модификации
- Закрытый фургон
- Микроавтобус вместимостью до девяти пассажирских мест, включая водителя
- Грузовик-платформа с простой кабиной
- Грузовик-платформа с двойной кабиной
- Грузовик с большими деревянными платформами 5,2 квадратных метра
- Специальные машины (скорая помощь, полиция, лифт, рефрижератор, инкассаторский бронированный автомобиль и т. п.)
- Модели с большими боковыми дверями вместо сдвижных
- Camper с оборудованием для кемпинга

### Галерея
- Так выглядели последние VW T2
- Кабина последнего T2
- VW T2b Camper

## Третье поколение
Третье поколение производилось с 1979 по 1992 гг. и было последним поколением с задним приводом. После VW 411/412 1968 года T3 — это последняя модель Volkswagen с задним расположением двигателя с воздушным охлаждением. В 1982 модели с воздушным охлаждением были заменены на модели с водяным охлаждением.
Как и все Transporter, третье поколение также именовалось Type 2. В пределах этой серии отдельные модели имели внутреннее обозначение Т1, Т2 и Т3. При этом речь идет о неофициальном наименовании, хотя в конечном счете победило название Т3 для этого модельного ряда. Конструкция Т3 имела внутреннее обозначение EA 162. EA — сокращённое «Entwicklungsauftrag» (нем. — заказ на разработку).

### История
В то время как для постройки своего первого микроавтобуса Volkswagen использовал мотор и шасси от Vw-Тип 1 («Жук») и от Тип 82, которые были усовершенствованы при постройке Т2, предложенный в мае 1979 Т3 был первым микроавтобусом VW, разработанным с нуля. Несмотря на больший кузов, он имел много новых технических решений — зубчатую рулевую рейку, переднюю подвеску с двойными поперечными треугольными рычагами с витыми пружинами, заднюю ось с косыми рычагами и витыми пружинами, и запасное колесо, расположенное на специальном креплении под носовой частью машины.
Новый T3 был значительно вместительнее: колесная база и длина машины увеличились на примерно 60 мм. T3 был шире предшественника на 12,5 см, а также тяжелее на 60 кг даже с самым слабым мотором (1365 кг). Теперь 37-кВт мотор с воздушным охлаждением (50 л. с.) имел, так же, как и полученный в наследство от предыдущей модели 51 кВт (70 л. с.) мотор, круглый вентилятор воздушного охлаждения на коленчатом валу, так что теперь моторный отсек стал ниже на примерно 20 см. Пол задней части кузова был опущен на 40 см относительно уровня земли, вследствие этого внутреннее пространство стало выше на примерно 10 см, чем у предшественника (внутренняя высота автофургона: 1465 мм, у автофургона с высокой крышей: 1880 мм).
С 1979 года предлагались следующие варианты кузова для T3:
- грузовик с бортовой платформой (Тип 245), с открытым кузовом и кабиной для 2 или 3 человек.
- ДоКа (от нем. Doppelkabine — двойная кабина, Тип 247), с укороченным кузовом и кабиной с двумя рядами сидений для 5 или 6 человек.
- фургон (Тип 251), с закрытым кузовом и кабиной для 2 или 3 человек.
- комби (Kombi, Тип 253), автобус с окнами, с количеством сидячих мест до 9, в три ряда, с простой внутренней отделкой.
- автобус (Bus и Bus L, Тип 255), автобус с окнами, с количеством сидячих мест до 9 (Bus L до 8) и улучшенной внутренней отделкой.

- Трёхдверный фургон T3
- Четырёхдверный пикап T3
- Пикап с двухместной кабиной
- Микроавтобус T3

Кроме того, на заводе в Ганновере также оборудовались машины скорой помощи, кемперы «Westfalia» и машины для пожарной службы в различных исполнениях. Мотор был расположен как и на Т2 — сзади, продольно, хотя эта схема при появлении Т3 уже считалась устаревшей. С учётом этого, и того, что другие производители, такие как Toyota, активно предлагали модели для перевозки мелких грузов, это поколение микроавтобусов VW из года в год все хуже продавалось на экспортных рынках. Однако пользовалось устойчивым высоким спросом на рынках Австрии, Германии и Нидерландов.
При появлении на рынке, Т3 предлагался только с двумя оппозитными двигателями с воздушным охлаждением (бензиновые моторы). С 1981 года в распоряжении модели имелся также 37 кВт дизельный мотор. Как и у Т2, воздухозаборники для охлаждения мотора были расположены сзади по бокам (на задней стойке кузова). Эти стойки до конца 1980 года были из жести и окрашены в цвет машины, а после — были снабжены пластмассовыми чёрными решетками. Внутренняя вентиляция осуществлялась через фальшрадиаторную решётку между передними фарами. Дизельные модели и модели начиная с 1982 года (с водяным охлаждением) имели дополнительный гриль выше переднего бампера, за которым скрывался радиатор охлаждения, и задние воздуховоды служили лишь для притока свежего воздуха для смесеобразования.
На VW T3 был впервые для сегмента LCV предложен огромный выбор дополнительного оборудования, в том числе электрические стеклоподъёмники, электрический регулятор наружных зеркал заднего вида, центральный замок, тахометр, подогрев сидений, задние стеклоочистители, омыватели и очистители фар, выдвижная подножка под сдвижной боковой дверью, а с 1985 года — полный привод (только для модели Syncro) и кондиционер. С 1986 года на Т3 начала устанавливаться по заказу антиблокировочная система тормозов (ABS). В 1989 году данная опция стоила 3720 немецких марок. Фронтальные подушки безопасности появились только на преемнике VW Т4.

### Версии
Кроме названия Transporter, первые 3 года была доступна модель Bus, которая была оснащена пассажирским салоном с воздуховодами для пассажиров, обивкой панели приборов, поворотными стеклами в передних дверях, подлокотниками, хромированными колпаками колёс и хромированными бамперами (модель Bus L также отличалась двухцветной окраской).

Осенью 1981 модельная палитра дополнилась роскошной моделью Caravelle (с велюровыми сиденьями с подлокотниками, подголовники спереди, тканевой обивка салона, двухцветной окраской и пр.). Начиная с 1984 года произошла смена названий моделей: Bus стала именоваться Caravelle C, Bus L стала Caravelle CL и Caravelle стала Caravelle GL. Одновременно литера D была исключена из названия дизельных моделей.
- VW T3 Caravelle GL
- VW T3 Caravelle Carat
- Кемпер VW T3 Westfalia
- Пассажирский салон версии Westfalia

Дополнительно в 1983 году появилась топ-модель Caravelle Carat, которая была нацелена преимущественно на корпоративных клиентов. Эта модель имела легкосплавные колёса и широкие шины, пластмассовые буферы, заниженную подвеску, электрический привод зеркал заднего вида, одноместные сиденья с подголовниками, складной столик, лампы для чтения, кассетную магнитолу. Поначалу некоторое оснащение (усилитель рулевого управления, прямоугольные фары, оппозитный двигатель объёмом 1.9 литра с водяным охлаждением (1.9i)) было доступно только для этой модели как стандартное, впоследствии оно было введено для всех остальных моделей как спец. оснащение.
Существует миф, что некоторые модификации T3, имеющие в VIN три буквы Z, укомплектованы оцинкованным кузовом. Как и предшественник, Т3 считался вполне крепкой машиной, и многие кузова даже сейчас имеют вполне приличное состояние. В 1989 году для Т3 за 400 ДМ было доступно спецоснащение в виде заводского антикоррозионного покрытия днища восковым битумом.

### Двигатели
В течение 1980-х VW вносил изменения в гамму моторов, предлагавшихся для Т3:
- дизельный двигатель 1,6 D с 37 кВт (49 л. с./с января 1981). Внешне дизельные модели (и с осени 1982 оппозитные модели с водяным охлаждением) можно было отличить по второй дополнительной решётке радиатора, за которой скрывался радиатор охлаждения двигателя. В 1987 рабочий объём атмосферного дизельного двигателя был увеличен до 1,7 л., а мощность возросла до 42 кВт (57 л. с.) и 103 Нм. крутящего момента.
- оппозитные моторы 1,9 л с водяным охлаждением («Wasserboxer» — WBX) — с осени 1982, сначала как 44 кВт (60 л. с.) и 57 кВт (78 л. с.) карбюраторные версии для замены 1,6 (37 кВт) и 2,0 (51кВт) агрегатов с воздушным охлаждением, и позднее как 61 кВт (с катализатором) и 66 кВт (с инжектором). Для экспорта и для государственных заказов оппозитные моторы с воздушным охлаждением были доступны до начала 1983 года.
- турбодизель 1,6 л с 51 кВт (70 л. с.), с конца 1984.
- оппозитный мотор 2,1 л, с электронным зажиганием и системой электронного впрыска топлива «Digijet» (82 кВт/112 л. с., без катализатора) или «Digifant» (70 кВт/95 л. с. с катализатором).

### VW T3 Syncro
Полноприводная версия T3, разработка которой началась ещё в 1971 году, вышла на рынок в середине 1980-х под названием Transporter Syncro. Версия Syncro была выполнена на основе австрийского военного фургона Pinzgauer, выпускавшегося с 1965 года. Первые экспериментальные версии полноприводного Transporter T3 зелёного цвета (использовалась модель Pinzgauer), испытывавшиеся в 1978 в алжирской части пустыни Сахара, отличались от Pinzgauer лишь кабиной, взятой с Т3, и внутренней начинкой полного привода, внутри трубчатой рамы, детали которой легли в основу всех последующих полноприводных версий Transporter. 
На доработку полноприводной модификации до серийного состояния понадобилось семь лет, и в 1985 году Syncro впервые сошёл с конвейера. Постоянный полный привод в нём осуществлялся через межосевую вискомуфту, разработанную и запатентованную в инженерном центре Steyr-Daimler-Puch в Граце, который в то время предоставлял свои производственные и инженерные мощности концерну Volkswagen. Вискомуфта была достаточно надёжной и удобной в использовании, что обеспечило ей долгую жизнь на множестве автомобилей производства Volkswagen. Так как вискомуфта выполняла роль межосевого дифференциала, раздатка в машине отсутствовала, что в совокупности с прочими надёжными агрегатами, полностью независимой подвеской и развесовкой 50/50 по осям делало её интересным инженерным решением.
Управление осуществлялось поворотом флажков на верхней части панели приборов через гидравлическую систему включения. Чтобы защитить трансмиссию от перегрузок на сухих грунтах, при превышении определённого порога скорости флажки автоматически возвращались в нулевое положение, Данная конструкция так и не вошла в серийное производство.
В 1985 году на базе T3 начали выпускать премиальные модификации Caravelle и Carat, по уровню комфорта соответствовавшие легковым автомобилям бизнес-класса. Автомобили отличались пониженным дорожным просветом за счёт более скоростных колес с низкопрофильными шинами и литыми дисками, были оснащены передними спойлерами, складным столиком, подсветкой ступенек, отделкой сидений из замши, аудиосистемами hi-fi. Сиденья второго ряда могли поворачиваться на 180°. В том же году был представлен Multivan первого поколения — версия T3 для универсального семейного использования.

### Прекращение производства
Именно Т3 стал последним заднемоторным автомобилем Volkswagen в Европе. Поэтому ценители рассматривают Т3 как последний «настоящий Bulli». В 1990 году было завершено производство T3 на заводе в Ганновере, а в 1992 модели Syncro на заводе Steyr в Австрии, по причине крайне низкого спроса на новую модель Т4.
Но на этом история третьего поколения не закончилась: начиная с 1992 года производство было налажено на заводе в Южной Африке, который выпускал Т3, исключительно для местного рынка, вплоть до лета 2003 года.

## Четвёртое поколение
Серия Volkswagen Т4 стала первым «Транспортёром», использовавшим переднее расположение двигателя и переднеприводную (позже — и полноприводную) трансмиссию. Автомобиль T4 выпускался с двумя стандартными вариантами колёсной базы: короткой и длинной, и с различной высотой крыши. Задняя подвеска была выполнена компактной со спиральными пружинами над задними рычагами, что позволило уменьшить нагрузку на пол и погрузочную высоту. Серия Т4 производилась в шести типах кузовов:
- Panel Van (с глухими боковинами)
- Kombi Van или Half-Panel (с окнами в центральной секции между 2-й и 3-й стойками)
- Caravelle и Multivan (с панорамным остеклением)
- Westfalia (модификация для каравана (кемпера))
- DoKa (шасси и бортовой грузовик со сдвоенной 5-местной кабиной, название DoKa происходит из немецкого Doppelkabine).
- Pritschenwagen — бортовой грузовик с короткой трехместной кабиной, с бортовой платформой разной ширины или различными фургонами-боксами.

На T4 VW продолжил линейку люксовых моделей Caravelle, California и Multivan, которые стали ещё более отличающимися от базовой утилитарной модификации Transporter. Серия Т4 получила самое широкое распространение по всей Европе, включая страны бывшего соцлагеря (Восточную Европу) и даже Россию. В серии Т4 также предусматривался полноприводный вариант Syncro, но достичь прежней популярности первого Syncro Т3 эта модель так и не смогла.

### Варианты двигателя T4
Бензиновые
| Модель                        | Объём, см³ | Клапанов | Максимальная мощность, кВт (PS)/при мин−1 | Максимальный крутящий момент Н*м/при мин−1 | Код двигателя | Производство |
| ----------------------------- | ---------- | -------- | ----------------------------------------- | ------------------------------------------ | ------------- | ------------ |
| Рядный двигатель              |            |          |                                           |                                            |               |              |
| 1.8                           | 1781       | 8        | 49 (67)/4000                              | 140 /2200                                  | PD            | 1990-1992    |
| 2.0                           | 1968       | 8        | 62 (84)/4300                              | 159 /2200                                  | AAC           | 1990-2003    |
| 2.5                           | 2461       | 10       | 81 (110)/4500                             | 190 /2200                                  | AAF/ACU/AEU   | 1991-2003    |
| 2.5                           | 2461       | 10       | 85 (115)/4500                             | 200/2200                                   | AET/APL/AVT   | 1997-2003    |
| Шестицилиндровый-VR двигатель |            |          |                                           |                                            |               |              |
| 2.8 VR6                       | 2792       | 12       | 103 (140)/4500                            | 240/3000-3400                              | AES           | 1996-2000    |
| 2.8 V6                        | 2792       | 24       | 150 (204)/6200                            | 245/2500-5500                              | AMV           | 2000-2003    |

Дизельные
| Модель           | Объём, см³ | Клапанов | Максимальная мощность, кВт (PS)/при мин−1 | Максимальный крутящий момент, Н*м /при мин−1 | Код двигателя   | Производство |
| ---------------- | ---------- | -------- | ----------------------------------------- | -------------------------------------------- | --------------- | ------------ |
| Рядный двигатель |            |          |                                           |                                              |                 |              |
| 1.9 D            | 1896       | 8        | 44 (60)/3700                              | 127 /1700-2500                               | 1X              | 1990-1995    |
| 1.9 TD           | 1896       | 8        | 50 (68)/3700                              | 140 /2000-3000                               | ABL             | 1993-2003    |
| 2.4 D            | 2370       | 10       | 55 (75)/3700                              | 160 /1900-2900                               | AJA             | 1997-2003    |
| 2.4 DI           | 2370       | 10       | 57 (78)/3700                              | 164 /1800-2200                               | AAB             | 1990-1997    |
| 2.5 TDI*         | 2461       | 10       | 65 (88)/3600                              | 195 /1900-2500                               | AJT/AYY         | 1998-2003    |
| 2.5 TDI*         | 2461       | 10       | 75 (102)/3600                             | 250 /1900-2300                               | ACV/AUF/AXL/AYC | 1995-2003    |
| 2.5 TDI*         | 2461       | 10       | 111 (151)/4000                            | 295/1900-3000                                | AHY/AXG         | 1998-2003    |

## Пятое поколение
T5 выпускался с 2003 года по 2009-й. Как и его предшественник Т4, он имеет переднеприводную компоновку с поперечным расположением двигателя. Рукоятка переключения передач в нём переместилась на приборную панель. Более дорогие модели (Caravelle, Multivan, California) снаружи отличаются от обычных Transporter хромированными полосками на кузове. В T5 впервые применили ряд технических новшеств: все дизельные двигатели теперь оснащены насос-форсункой, непосредственным впрыском и турбонагнетателем. Модели, оснащаемые пяти- и шести-цилиндровыми двигателями, оборудуются автоматической коробкой передач и полным приводом. Т5 производят в Ганновере (Германия), Познани (Польша) и Калуге (Россия).
Т5 — первый Transporter, который не пошёл на экспорт в США. Это привело к резкому увеличению продаж остатков Т4. В качестве замены Транспортерам на американском рынке позиционируется Volkswagen Routan.
Самая роскошная версия Т5 — Multivan Business. В Германии она стоит около 120 000 евро. В её стандартную комплектацию входят би-ксеноновые фары, навигационная система GPS, автоматический климат-контроль, электрические раздвижные двери, холодильник, столик в центре салона, разнообразные развлекательные системы и т. д.
С середины 2007 года предлагается Multivan с удлиненной колёсной базой: 5,29 метра. В 2010 году автомобиль был модернизирован. Изменились светотехника, салон, капот, передние крылья, бампера, боковые зеркала и решётка радиатора. Полностью поменялась гамма моторов, все моторы выпускаются объёмом 2,0 и 2,5 литра в бензиновом и дизельном вариантах, с разным количеством л. с., за счёт прошивки и турбирования. Впервые на микроавтобусах появилась система би-турбо.

### Безопасность
Автомобиль проходил тест Euro NCAP в 2008 и 2013 годах:
| Euro NCAP                                                                | Euro NCAP | Euro NCAP | Euro NCAP |
| ------------------------------------------------------------------------ | --------- | --------- | --------- |
| Рейтинги                                                                 | Пассажир  |           | 27        |
| Рейтинги                                                                 | Ребёнок   |           | 40        |
| Рейтинги                                                                 | Пешеход   |           | 4         |
| Протестированная модель: Volkswagen Transporter T5 Kombi TDI, LHD (2008) |           |           |           |

| Euro NCAP                                                       | Euro NCAP | Euro NCAP | Euro NCAP             |
| --------------------------------------------------------------- | --------- | --------- | --------------------- |
| · общий рейтинг                                                 |           |           |                       |
| 79%                                                             | 74%       | 32%       | 57%                   |
| взрослый пассажир                                               | ребёнок   | пешеход   | активная безопасность |
| Протестированная модель: Volkswagen T5 Transporter Kombi (2013) |           |           |                       |

## Шестое поколение
В 2015 году автомобиль был модернизирован. Изменились светотехника, салон, капот, передние крылья, бампера, боковые зеркала и решётка радиатора. Незначительные изменения в гамме моторов. Впервые на микроавтобусах появилась система би-турбо.

### Модификации
- Закрытый фургон
- Микроавтобус вместимостью до девяти пассажирских мест, включая водителя
- Грузовик-платформа с простой кабиной
- Грузовик-платформа с двойной кабиной
- Грузовик с большими деревянными платформами 5,2 квадратных метра
- Специальные машины (скорая помощь, полиция, лифт, рефрижератор, инкассаторский бронированный автомобиль и т. п.)
- Модели с большими боковыми дверями вместо сдвижных
- Camper с оборудованием для кемпинга

## Гибридная версия
В августе 2025 года Volkswagen расширил семейство Transporter, представив новую плагин-гибридную версию eHybrid с минимальной ценой от 46 690 евро (примерно 4,3 млн рублей по текущему курсу) на рынке Нидерландов. Новинка оснащена 2,5-литровым бензиновым двигателем и электромотором на 150 л.с., обеспечивая суммарную мощность 233 л.с. Тяга передаётся на передние колёса через бесступенчатую трансмиссию. Батарея ёмкостью 16,5 кВт·ч обеспечивает до 54 км хода в электрическом режиме, а максимальная масса буксируемого прицепа составляет 2300 кг. Разгон до 100 км/ч занимает 11 секунд. Гибридный Transporter будет предлагаться в версиях Transporter, Life, Style, Bulli и PanAmericana, а первые поставки начнутся в 2026 году.

## Награды
Получил всероссийскую премию "Лучший автомобиль 2022 года в классе «Легкие фургоны» 
- Вид спереди
- Вид сзади

## Седьмое поколение
Volkswagen Transporter T7 и пассажирский вариант Caravelle были представлены в августе 2024 года.  В отличие от Multivan T7, основанного на модульной платформе MQB, Transporter T7 основан на Ford Transit Custom. 

### Мultivan
В июне 2021 года Volkswagen представил T7, который заменит Caravelle.  Более длинный, чем его предшественник, автомобиль впервые предлагает подключаемый гибридный силовой агрегат. Модель SWB имеет размеры 4973 мм (195,8 дюйма), что примерно на 70 мм длиннее, чем раньше. Модели LWB имеют размеры 5173 мм (203,7 дюйма), что примерно на 130 мм короче.  Производство началось в ноябре 2022 года, книги заказов на T7 открылись в январе 2022 года, а поставки начались в марте 2022 года.  Доступны три различные комплектации (базовая Life, средняя Style и топовая Energetic). 
T7 движется в сторону сегмента MPV высшего класса , в основном из-за повышения технологий и комфорта по сравнению с предыдущим поколением. T7 вырос в цене до такой степени, что он стоит больше, чем Mercedes-Benz V-Class третьего поколения.  T7 — это трехрядный автомобиль (семь мест), который использует постоянный передний привод.
Для моделей eHybrid зарядка через зарядное устройство переменного тока поддерживает максимальную мощность 3,6 кВт и займет менее 3 часов 40 минут.  Быстрая зарядка недоступна. T7 eHybrid имеет диапазон по WLTP 46–50 км (29–31 миля) и 
диапазон по NEDC 58–60 км (36–37 миль). 
Что касается пространства, T7 может перевозить 469 литров (16,6 куб. футов) багажного пространства со всеми сиденьями на своих местах. При сложенном третьем ряде T7 может перевозить 1850 литров (65 куб. футов) багажа. Удаление второго ряда делает общую вместимость 3672 литра (129,7 куб. футов). Для модели LWB T7 может перевозить в общей сложности 4053 литра (143,1 куб. футов) со сложенными сиденьями второго и третьего ряда. Volkswagen заявляет, что сиденья во втором и третьем ряду на 25 процентов легче, что упрощает процесс снятия сидений. Поскольку сиденья второго ряда могут поворачиваться на 180 градусов, пассажиры сзади могут смотреть друг на друга. 
Модели начинаются с модели 1.5 EA211 TSI I4 turbo, которая выдает мощность 136 л. с. (101 кВт) и 220 Н·м. За ней следует модель 2.0 TSI EA888 I4 turbo, которая выдает мощность и крутящий момент 204 л. с. (152 кВт) и 320 Н·м соответственно. Дизельная модель, которая использует 2.0 TDI I4 turbo, выдает мощность 204 л. с. (152 кВт) и 320 Н·м. Модель PHEV, которая использует двигатель 1.4 EA211 I4 с турбонаддувом, объединяет бензиновый двигатель с электродвигателем для совокупной мощности 218 л. с. (163 кВт) и 350 Н·м.  Модели 2.0 TSI, 2.0 TDI и 1.5 TSI используют 7-ступенчатую коробку передач DSG, однако модель 1.4 PHEV использует 6-ступенчатую коробку передач DSG.

## Похожие модели VW
- Volkswagen Microbus Concept — концепт-кар, представленный в 2001 и 2004 году. Выполнен в ретростиле и немного напоминает Т1-Т2. В 2005 его производство было отложено на неопределенный срок. В 2008 году некоторые источники сообщили, что Microbus Concept всё-таки появится на рынке[10].
- Volkswagen LT
- Volkswagen Crafter
- Volkswagen EA489 (Hormiga)